# Albert von Rheinbaben

Albert Freiherr von Rheinbaben

Karl Wilhelm Gustav Albert Freiherr von Rheinbaben (* 3. Mai 1813 in Breslau; † 1. November 1880 in Crossen) war ein preußischer General der Kavallerie.

## Leben

### Herkunft
Albert entstammte dem alten schlesischen Adelsgeschlecht von Rheinbaben. Er war ein Sohn des späteren preußischen Generalleutnants Karl von Rheinbaben (1781–1843) und dessen zweiten Ehefrau Adelheide Wilhelmine Helene, geborene von Zychlinski (1787–1855).

### Militärkarriere
Rheinbaben wurde im Kadettenhaus Berlin erzogen und im August 1830 als Sekondeleutnant dem in Breslau stationierten 1. Kürassier-Regiment der Preußischen Armee überwiesen. 1846 zum Premierleutnant befördert, war er bereits früh in die höhere Adjutantur gelangt, die ihm 1849 ein Kommando in der österreichischen Armee nach Ungarn vermittelte. Rheinbaben war Adjutant beim Generalkommando des VI. Armee-Korps in Breslau, als man dort im Sommer des Jahres 1849 den Auftrag erhielt, über den Verlauf des Krieges zwischen den Österreichern und den mit ihnen verbündeten Russen gegen die aufständischen Ungarn zu berichten. Im selben Jahr erhielt er seine Beförderung zum Rittmeister. Ab 1850 war Rheinbaben Generalstabsoffizier und erhielt 1852 den Roten Adlerorden IV. Klasse. 
1853 als Hauptmann in den Generalstab der 11. Division versetzt, wurde er 1855 militärischer Begleiter des Prinzen Albrecht von Preußen. Mit ihm bereiste er Italien, Schweden, Frankreich und Norwegen. 1854 zum Major befördert, kehrte er 1857 als Stabsoffizier im Regiment Gardes du Corps in den Truppendienst zurück. Ab 9. Juli 1857 war er Kommandeur des 2. Kürassier-Regiments. Im gleichen Jahr erbte er das Gut Treppeln im Kreis Crossen/Oder von seinem verstorbenen Onkel Zychlinski. Vom 25. März 1858 bis 28. Januar 1863 war er Kommandeur des Garde-Kürassier-Regiments und wurde zwischenzeitlich 1859 zum Oberstleutnant sowie anlässlich der Königskrönung Wilhelms I. in Königsberg am 18. Oktober 1861 zum Oberst befördert. 1863 wurde er Kommandeur der 2. Garde-Kavallerie-Brigade und 1865 Generalmajor. Rheinbaben nahm 1866 am Deutschen Krieg in Böhmen als Kommandeur der 1. leichten Kavallerie-Brigade im Kavalleriekorps der 1. Armee teil. An der Spitze seiner Brigade ritt er eine siegreiche Attacke bei Königgrätz.
Nach Kriegsende hatte Rheinbaben vom 30. Oktober 1866 bis 13. Januar 1868 das Kommando über die 3. Garde-Kavallerie-Brigade, wurde anschließend Kommandeur der 9. Division und in dieser Stellung am 22. März 1868 zum Generalleutnant befördert.
Im Krieg gegen Frankreich war er 1870/71 Kommandeur der 5. Kavallerie-Division bei der 2. Armee. Sie zählte acht Reiterregimenter (in der Regel waren es nur vier bis sechs) und schon am 6. August 1870 griff er bei Spichern erfolgreich in das Gefecht ein. An den Kämpfen am 16. August bei Vionville hatte die Division großen Anteil, kämpfte dort aber nicht vereint, sondern brigaden- oder regimenterweise. In der Schlacht bei Sedan wurde sie zur Aufklärung und Sicherung eingesetzt und während der Belagerung von Paris hatte sie die Belagerungstruppen gegen Angriffe von Westen zu decken. Neben zahlreichen Auszeichnungen erhielt Rheinbaben den Stern mit Eichenlaub und Schwertern zum Roten Adlerorden II. Klasse.
Nach Beendigung des Krieges war Rheinbaben zunächst wieder Kommandeur der 9. Division und übernahm im November 1872 den Posten als Generalinspekteur des Militärerziehungs- und Bildungswesens. Er wurde hier Nachfolger des Generals von Peucker und führte die Reorganisation des Kadettenkorps weiter fort. Es folgten 1873 die Beförderung zum General der Kavallerie und die Verleihung des Großkreuzes des Roten Adlerordens mit Schwertern. Im Sommer 1880 feierte er sein fünfzigjähriges Dienstjubiläum und wurde bei dieser Gelegenheit zum Chef des Schleswig-Holsteinischen Dragoner-Regiments Nr. 13 ernannt. Krankheiten zwangen ihn, um seine Versetzung in den Ruhestand zu bitten. Diese erhielt er am 23. Oktober 1880 durch ein persönliches Schreiben von Wilhelm I., mit dem ihm die Insignien des Ordens vom Schwarzen Adler übersandt wurden, der ihm an diesem Tage verliehen wurde.
Er zog sich auf sein Gut Treppeln bei Crossen an der Oder zurück. Dort starb er wenige Tage später am 1. November 1880.

### Familie
Rheinbaben heiratete am 7. März 1860 in Weimar Natalie von Mandelsloh (1829–1906), die Tochter des sächsischen Generalmajors Friedrich Maximilian von Mandelsloh (1790–1871) und dessen Ehefrau Mathilde, geborene Gräfin Rüdiger. Aus der Ehe gingen drei Kinder hervor.
Seine Frau war Oberhofmeisterin von Marie von Sachsen-Altenburg, der Gemahlin des Prinzen Albrecht von Preußen. Sie verkaufte 1884, nach Alberts Tod, das Gut Treppeln und folgte dem Prinzenpaar nach Braunschweig.